# Zoungoudo
Zoungoudo ist ein Arrondissement im Departement Zou im westafrikanischen Staat Benin. Es ist eine Verwaltungseinheit, die der Gerichtsbarkeit der Kommune Agbangnizoun untersteht.

## Demografie und Verwaltung
Gemäß der Volkszählung 2013 des beninischen Statistikamtes INSAE hatte das Arrondissement 2930 Einwohner, davon waren 1428 männlich und 1502 weiblich.
Von den 53 Dörfern und Quartieren der Kommune Agbangnizoun entfallen fünf auf Zoungoudo:
1. Dodji
2. Kanzoun
3. Kpoto
4. Tokpa
5. Zoungoudo